# Filmi

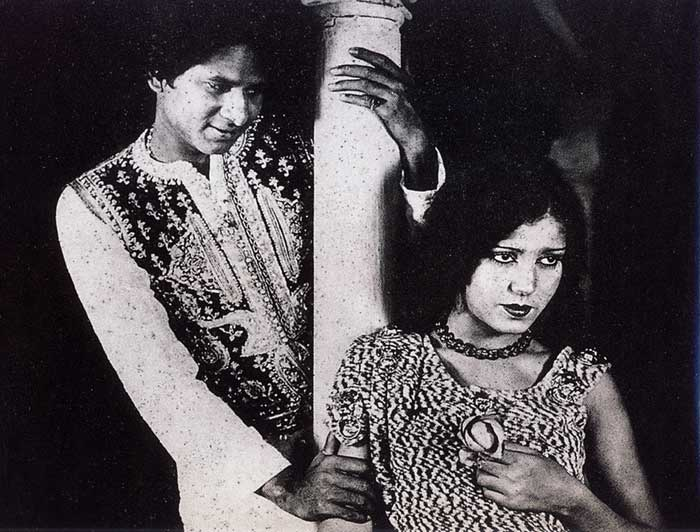
En scen från filmen Alam Ara.

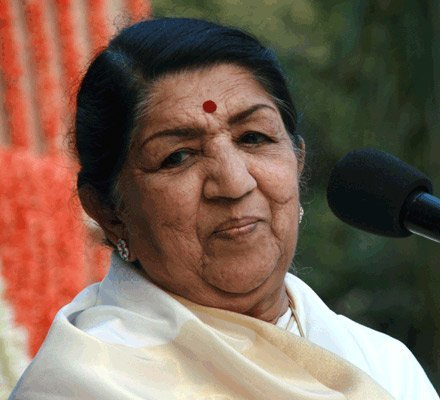
Lata Mangeshkar, 2008

Filmi (hindi: फ़िल्मी संगीत)  är populärmusik skriven för och framförd i indiska filmer, framförallt från Bollywood.
Musik, sång och dans har varit en väsentlig del av indisk film sedan den första ljudfilmen Alam Ara hade premiär 1931, den innehöll sju sånger och blev en succé. Andra försökte återskapa dess framgång och antalet sånger växte snabbt i de tidiga ljudfilmerna, Indrasabha från 1932 hade så många som 70 sånger. De musikaliska utsvävningarna begränsades sedan och regissörerna kom fram till en "magisk standard" på sex till tio sånger per film.
Fram till det tidiga 1980-talet var filmi den enda formen av populärmusik som producerades, distribuerades och konsumerades i stor skala i Indien. Filmmusiken har fortsatt att dominera musikindustrin och stod 2010 för 67 procent av den totala musikförsäljningen och Bollywoodmusik stod 2013 för mer än 90 procent av intäkterna från den indiska popmusikindustrin.
Den överväldigande majoriteten av skådespelarna i indiska filmer läppsynkar till förinspelade låtar som spelats in av playback singers, det händer även att samma artist sjunger åt flera skådespelare i samma film. Ett fåtal av Bollywoods playback singers har blivit lika kända som skådespelarna vilka läppsynkar till deras musik, bland annat Lata Mangeshkar, Asha Bhosle, Kishore Kumar och Mukesh.
Det finns två huvudsakliga varianter av filmi, sentimentala låtar och danslåtar. De förstnämnda karaktäriseras av romantiska eller nostalgiska teman, de lägger också stor vikt på melodin och brukar innehålla minimalt med slaginstrument. Danslåtarna karaktäriseras av starka rytmer och medryckande melodislingor. Låtarna kan variera väldigt mycket inom filmi allt från klassisk, lugn musik till snabbare, popigare västerländskt influerad musik.